# Seara Nova

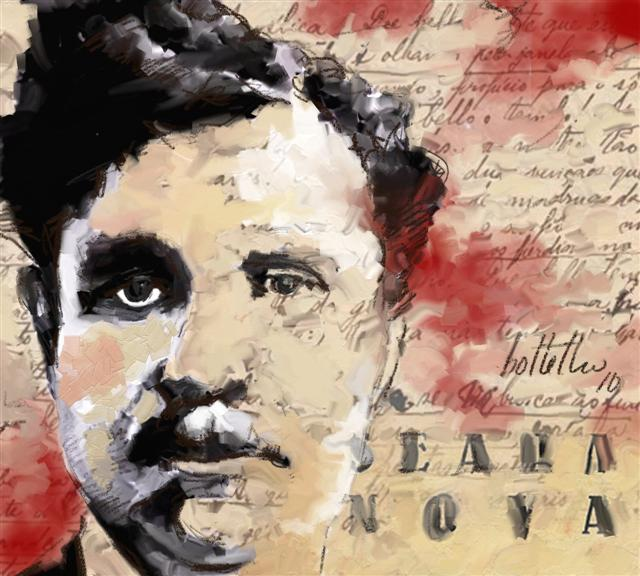
Raul Proença, Fundador da revista Seara Nova.

A Seara Nova é uma revista fundada em Lisboa, no ano de 1921, por iniciativa de Raul Proença e de um grupo de intelectuais portugueses da época.
Na sua origem era uma publicação essencialmente doutrinária e crítica, assumidamente com fins pedagógicos e políticos.
O grupo de intelectuais reunidos em torno do projeto editorial definiram-na como "de doutrina e crítica", tendo como objetivo, como se lê no editorial do N.º 1, datado de 15 de outubro de 1921, ser de poetas militantes, críticos militantes, economistas e pedagogos militantes.
Com a publicação pretendiam contribuir para quebrar o isolamento da elite intelectual portuguesa, aproximando-a da realidade social.
Depois da implantação da Ditadura Nacional surgida da Revolução Nacional de 28 de Maio de 1926, o grupo da Seara Nova, a que atualmente se usa atribuir a designação de seareiros, não obstante a censura e as dificuldades financeiras, assumiu-se como um dos grupos mais ativos no combate ideológico contra o salazarismo.
Nos seus anos iniciais o projeto reuniu alguns dos principais nomes da intelectualidade do tempo, com destaque para Jaime Cortesão, Raul Proença e António Sérgio, mas também, entre outros, Raul Brandão, Aquilino Ribeiro, Câmara Reis, Cabral do Nascimento e Augusto Casimiro. Após estas vicissitudes e múltiplas entradas e saídas de colaboradores, a revista perdeu o prestígio de outrora e já pouco significa enquanto movimento social atuante.
Desde 2015, o seu nome está consagrado na toponímia de Lisboa através da Rua Seara Nova, que foi inaugurada em maio de 2017 na Urbanização Nova Amoreiras (antiga Quinta do Mineiro), na freguesia de Santo António.

## Historial da publicação

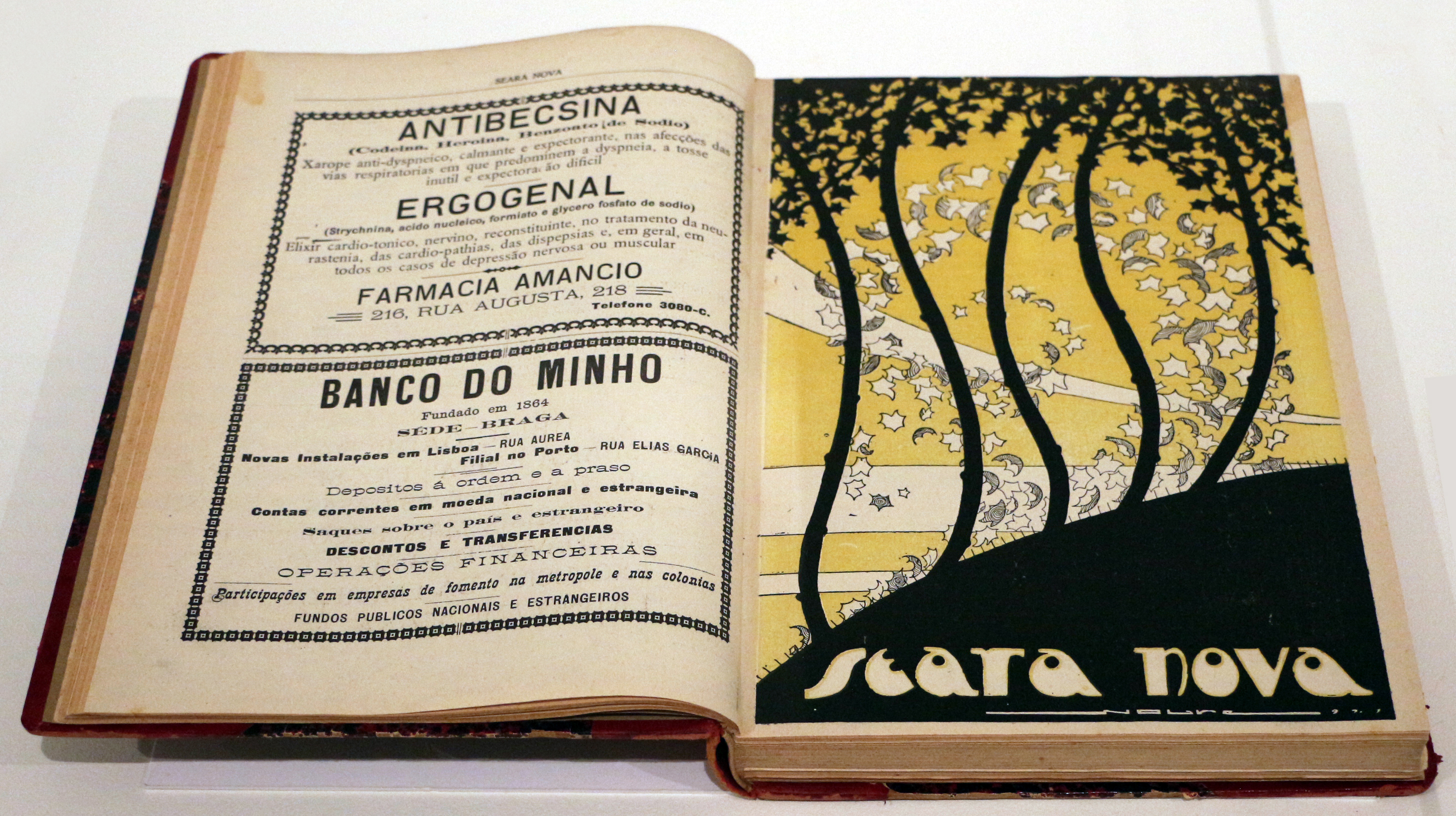
Número de 1921

A Seara Nova iniciou a sua publicação no mês de outubro de 1921, ostentando o seu primeiro número a data de 15 de outubro de 1921. O N.º 2 saiu logo a 5 de novembro, incluindo um artigo de Raul Proença sobre a noite sangrenta e outros comentários à profunda crise política e social que então se vivia.
O lançamento da revista foi precedido por um conjunto de reuniões, uma das quais, decisiva para o arranque do projeto, foi realizada em Abril daquele ano na localidade de Coimbrão, distrito de Leiria, nela tendo participado Teixeira de Pascoaes, Raul Proença, Câmara Reis, Jaime Cortesão, Aquilino Ribeiro, Raul Brandão e Faria de Vasconcelos

### Os colaboradores
O grupo pretendia intervir ativamente na vida política do país, aproximando a elite intelectual republicana e progressista da realidade portuguesa, servindo-se da revista como foco da sua potencial ação pedagógica e doutrinária.
Entre os colaboradores iniciais incluíam-se alguns intelectuais já com experiência jornalística e de participação cívica na imprensa, com destaque para Jaime Cortesão, Augusto Casimiro e Raul Proença, que já haviam pertencido à A Águia, publicação que não obstante as suas intenções não tinha podido satisfazer o propósito de intervenção e de aproximação ao social que os animava.
Foram muitos os intelectuais que colaboraram na Seara Nova ao longo dos seus mais de 50 anos de publicação relativamente regular, contando-se entre muitos outros, os seguintes: António Sérgio (que integrou a direção a partir de 1923 e nela se consagrou como pensador e crítico notável), Augusto Casimiro, Augusto da Costa Dias, Rogério Fernandes, Augusto Abelaira, Teixeira Gomes, Assis Esperança, Afonso Duarte, Hernâni Cidade, Joaquim de Carvalho, João de Barros, Irene Lisboa, Manuel Mendes, José Rodrigues Miguéis, José Bacelar, Álvaro Salema, Lobo Vilela, Santana Dionísio, José Gomes Ferreira, Adeodato Barreto, Adolfo Casais Monteiro, Mário Dionísio, João Martins Pereira, Avelino da Costa Cunhal, Fernando Lopes Graça e Jorge de Sena.
Quase desde o início do projeto, foi Raul Proença quem se destacou pela forte e ousada intervenção no campo político, educativo, e literário. Deve-se também a Raul Proença ter recrutado alguns dos mais importantes colaboradores do projeto, com destaque para António Sérgio.
António Sérgio, apesar de ter depois abandonado o projeto numa cisão em que foi acompanhado por Jaime Cortesão, desenvolveu na Seara Nova uma notável ação pedagógica e cultural, tendo um papel fundamental no combate à tendência literária para o vago, nebuloso, torre de marfim que então dominava, através da introdução de formas de crítica literária mais racional. Nessa linha de intervenção foi continuado por Castelo Branco Chaves e por Agostinho da Silva.
Deve-se a Câmara Reis o desenvolvimento de um importante trabalho pedagógico e cultural, com destaque para a divulgação metodológica e para a discussão doutrinária no campo da educação.
Num estudo realizado no âmbito do programa de publicação online Revistas de Ideias e Cultura identificaram-se os vinte autores que mais escreveram na revista entre 1921 e 1984, segmentados por períodos:
|    | 1921-1926 (Fundação e definição doutrinária) | 1927-1939 (Ditadura Militar)      | 1940-1959 (Publicação não regular) | 1960-1974 (Transformação doutrinária) | 1975-1984 (Desagregação do grupo) |
| -- | -------------------------------------------- | --------------------------------- | ---------------------------------- | ------------------------------------- | --------------------------------- |
| 1  | Raul Proença                                 | António Sérgio                    | Fernando Lopes Graça               | Augusto Casimiro                      | Fernando Guerreiro                |
| 2  | António Sérgio                               | Luís da Câmara Reis               | João Pedro de Andrade              | Rogério Fernandes                     | Henrique Ruivo                    |
| 3  | Luís da Câmara Reis                          | João Neto Soares                  | Adriano de Gusmão                  | F. P.                                 | Blasco Hugo Fernandes             |
| 4  | Jaime Cortesão                               | Agostinho da Silva                | José Bacelar                       | Manuel Machado da Luz                 | Augusto da Costa Dias             |
| 5  | José Rodrigues Miguéis                       | Augusto Casimiro                  | Roberto Nobre                      | Urbano Tavares Rodrigues              | V. G.                             |
| 6  | Quirino de Jesus                             | José Osório de Oliveira           | Adolfo Casais Monteiro             | R.                                    | António Modesto Navarro           |
| 7  | José Manuel Sarmento de Beires               | José Adjuto Castelo-Branco Chaves | José Augusto Santana Dionísio      | A. N. I.                              | Albano Lima                       |
| 8  | Mário Lopes Pinto de Castro                  | Manuel Teixeira Gomes             | Humberto de Ávila                  | Mário Sottomayor Cardia               | António Tedoro                    |
| 9  | Raúl Brandão                                 | João Falco                        | Augusto Casimiro                   | Artur Ramos                           | Alexandre Ribeiro                 |
| 10 | David Ferreira                               | José Augusto Santana Dionísio     | Irene Lisboa                       | Vasco Martins                         | Álvaro Salema                     |
| 11 | Ezquiel Pereira de Campos                    | Raul Proença                      | Armando Ventura Ferreira           | Eduardo Guerra                        | Edgar Valles                      |
| 12 | Mário de Azevedo Gomes                       | José Rodrigues Miguéis            | Raúl Gomes                         | Pedro da Silveira                     | Lenine                            |
| 13 | António Sena Faria de Vasconcelos            | Irene Lisboa                      | Alberto Candeias                   | Albano Lima                           | Manuel Augusto Araújo             |
| 14 | Augusto Casimiro                             | Manuel Joaquim Mendes             | Carlos Eurico da Costa             | Alberto da Fonseca Pedroso            | Seara Nova                        |
| 15 | Sebastião José da Costa                      | Carlos Parreira                   | Luís da Câmara Reis                | Correia da Fonseca                    | Vasco Gomes da Silva              |
| 16 | Emílio Costa                                 | João de Barros                    | Matias Boleto Ferreira de Mira     | José Saramago                         | Urbano Tavares Rodrigues          |
| 17 | António Ferreira Monteiro                    | Manuel Rodrigues Lapa             | Luís Cardim                        | Alberto Ferreira                      | Alberto da Fonseca Pedroso        |
| 18 | Hernâni Cidade                               | João Sarmento Pimentel            | Julião Quintinha                   | Lima de Freitas                       | António Anselmo Aníbal            |
| 19 | Aquilino Ribeiro                             | José Bacelar                      | Jorge de Sena                      | António F. M. Ribeiro dos Reis        | António Ventura                   |
| 20 | José Tagarro                                 | Emílio Costa                      | Joel Serrão                        | Augusto da Costa Dias                 | José Manuel Mendes                |

### O percurso político e ideológico
Após a implantação da Ditadura Nacional e da consolidação do subsequente Estado Novo, a Seara Nova transformou-se no principal periódico de oposição democrática ao regime de António de Oliveira Salazar. Ao longo do meio século que se seguiu ao Golpe do 28 de Maio, a revista, através do pensamento dos seus colaboradores, desempenhou um papel central na reflexão e intervenção crítica face ao processo de degenerescência do liberalismo republicano da década de 1920 e depois na oposição à consolidação do Estado Novo na segunda metade da década de 1930, na resistência cívica ao longo dos anos de 1940 e 1950 e na renovação doutrinária da esquerda portuguesa e na sua afirmação política e cultural nos anos de 1960 e 1970 até à queda da ditadura e à subsequente reorganização da vida política e intelectual portuguesa. Ao longo de todo este percurso temporal e político, a ação da Seara Nova foi um dos principais veículos de consolidação da oposição democrática em Portugal.
Para além da atividade editorial, o grupo da Seara Nova promoveu colóquios e debates, sempre com o propósito de estudar e investigar a realidade portuguesa e esclarecer o público, mantendo uma assídua e relevante presença na vida cultural portuguesa.
Apesar das vicissitudes resultantes da censura em Portugal e das dificuldades financeiras que o projeto atravessou, manteve o entusiasmo e a persistência dos editores e o interesse do público, numa aliança invulgar em Portugal de criatividade, combatividade e pujança ideológica.

## Séries e periodicidade
A revista prosseguiu com a sua publicação, embora nem sempre regularmente, até ao ano de 1979, atingindo então o número 1598/1599. A partir daquele ano, passou a publicar apenas um exemplar anual para assegurar que, face à lei portuguesa, o título não caducasse, assim se mantendo até ao ano de 1985, quando reapareceu com uma nova série. Agora como revista trimestral, a partir da edição do Verão de 2004 a publicação retomou a anterior numeração, incorporando posteriormente todas as edições entretanto feitas.